# Tjabé rawit

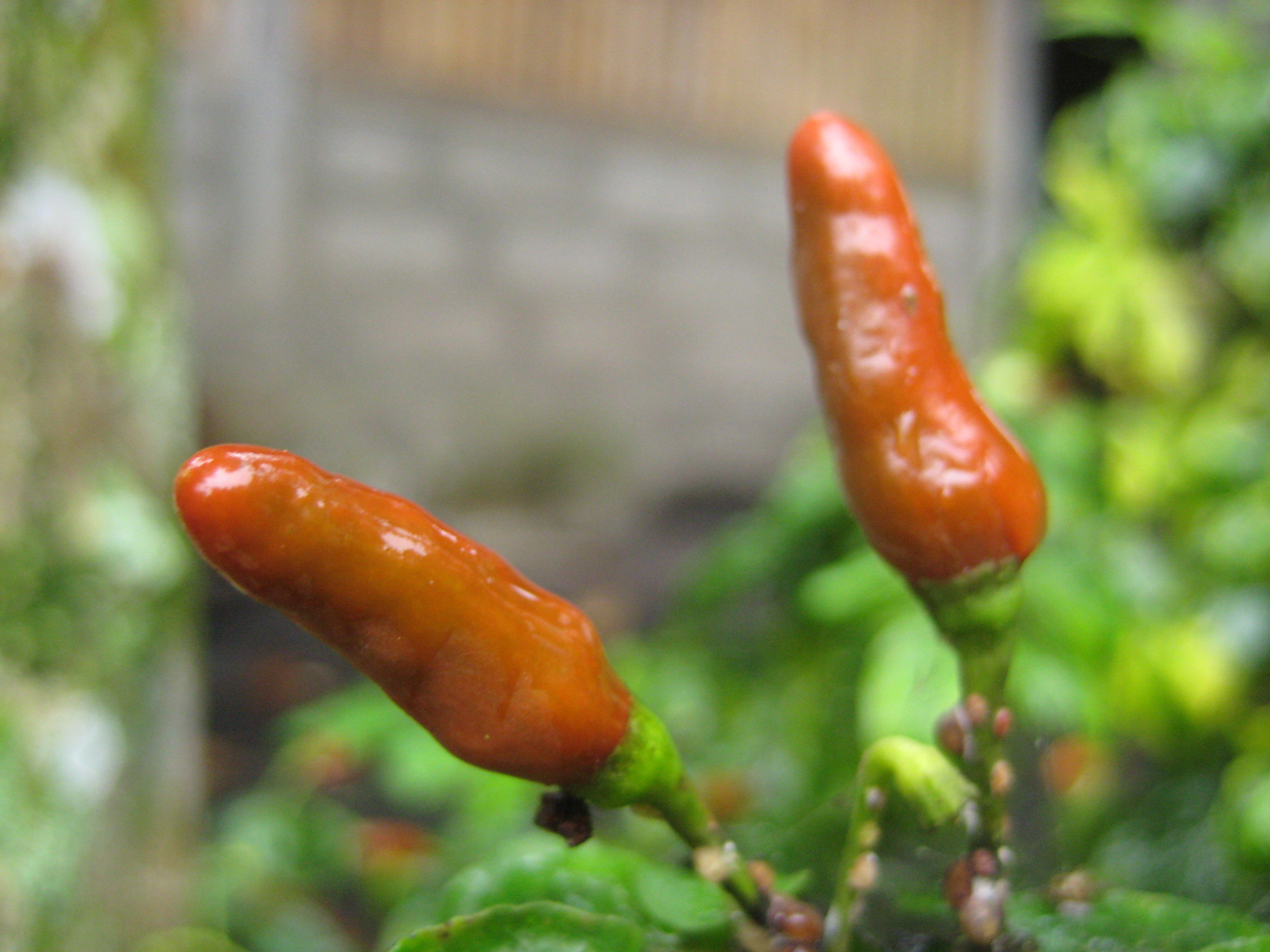
Rawit

Tjabé rawit, Lombok rawit of kortweg rawit genoemd, is in de Indische, Maleisische en Thaise keuken de benaming voor kleine pepertjes. Ze zijn te koop bij toko's en soms ook bij supermarkten. Soms vers maar meestal in gedroogde vorm.
Rawits zijn vele malen heter dan de meeste chilipepers. Ze scoren tussen de 50.000 en 100.000 op de scovilleschaal. Bij het bereiden van gerechten moet daar rekening mee gehouden worden. Rawits kunnen gebruikt worden voor het maken van sambal, maar worden ook in hun geheel verwerkt in gerechten, of met andere kruiden vermalen tot boemboe.